# Karlsdorf-Neuthard
Karlsdorf-Neuthard è un comune tedesco di 9 531 abitanti, situato nel land del Baden-Württemberg.